# Мери Луиз Прат
Мери Луиз Прат (на английски: Mary Louise Pratt, р. 1948) е професор по испански и португалски езици и литератури в Нюйоркския университет.

## Биография
Получава бакалавърска степен по съвременни езици и литератури в Университета на Торонто през 1970 г., магистърска степен по лингвистика в Университета на Илинойс в Ърбана през 1971 г. и докторска степен по сравнително литературознание в Станфордския университет през 1975 г.

## Научно творчество
С първата си книга, Към теория за речевите актове на литературния дискурс, внася важен принос за критическата теория, като демонстрира, че в структурата на устните наративи може да се види фундаментът на писмения литературен наратив. В тази книга Прат се опира на изследванията на Уилям Лабов, за да покаже, че всички наративи съдържат общи структури, които могат да бъдат открити и в литературните, и в устните повествования.
В по-новите си изследвания Прат се занимава с това, което сама нарича „контактни зони“ – зоните, които позволяват смесване на две или повече култури. Тя отбелязва, че контактните зони са „социални пространства, където културите се срещат, сблъскват и се борят помежду си, често в контекста на силно асиметрични отношения спрямо властта, както е при колониализма, робството и техните съвременни варианти, живина много места по света и днес“. В статията си „Изкуството на контактната зона“ Прат изковава термина „автоетнографски“ текстове, които са „текстове, в които хората задължават сами себе си да се описват в категориите, които други са създали за тях“.
Понятието за „контактни зони“ може да се използва дори за пространство като българската Уикипедия, както е направено от български изследовател по отношение на статията „Помаци“: „Ако изследването на Прат се вписва в контекста на 18-и и 19 век и колониалните отношения, когато пътуването и общуването между културите има едни измерения, то днес, в 21 век, движението на хора, стоки, финанси, идеологии, идеи има съвсем други форми и измерения и едно допълнително пространство, различно от физическото – медийното пространство. В рамките на медийното пространство днес, култури и религии се срещат, хората – също. По-сложното обяснение на „въпросът е да седнем и да се разберем“ е, че статията „Помаци“ в българската версия на Wikipedia среща на едно място две различни култури – културата на доминиращата официална идентичностна рамка на „българското“ и културата на останалата, в една или друга степен, в маргинална позиция рамка на различието.“

## Избрана библиография
- Toward a Speech Act Theory of Literary Discourse (Към теория за речевите актове на литературния дискурс). Bloomington: Indiana University Press, 1977, 256 p.
- Linguistics for Students of Literature (Езикознание за студенти по литература). (в съавторство с Елизабет Клос Траугот). New York: Harcourt Brace Jovanovich, 1980, 444 p.
- Women, Culture and Politics in Latin America (Жените, културата и политиката в Латинска Америка). (в съавторство с осем свои колеги). Berkeley: U California Press, 1990, 270 p.
- Imperial Eyes: Travel Writing and Transculturation (Имперските очи: Пътеписите и преноса на култура). London and New York: Routledge, 1992, 256 p. (Преиздавана през 1993, 1994, 1995, 1997, 1998, 2000 г.).

### Редакторство и съставителство
- Critical Passions: Selected Essays. Durham, NC: Duke University Press, 1999. (съредактор с Катлийн Нюман)